# Barajy
Il Barajy (in russo Барайы?) è un fiume della Russia siberiana orientale (Repubblica Autonoma della Jacuzia), affluente di destra dell'Aldan (bacino idrografico della Lena).
Il fiume ha origine sul versante settentrionale dei monti di Verchojansk. Scorre in direzione meridionale attraversando la catena montuosa, poi gira verso sud-ovest fino a sfociare nell'Aldan a 240 km dalla foce. La lunghezza del fiume è di 251 km, il bacino imbrifero è di 4 880 km². Il maggior tributario è il Tarčan (50 km) proveniente dalla sinistra idrografica. Il fiume è gelato, in media, dalla metà di ottobre alla seconda metà di maggio.